# Direktorium der Ukrainischen Volksrepublik
Das Direktorium der Ukrainischen Volksrepublik (ukrainisch Директорія Української Народної Республіки Dyrektorija Ukrajinskoji Narodnoji Respubliky) war das vom 14. November 1918 bis zum 10. November 1920 bestehende Exekutivorgan (Regierung) der Ukrainischen Volksrepublik.

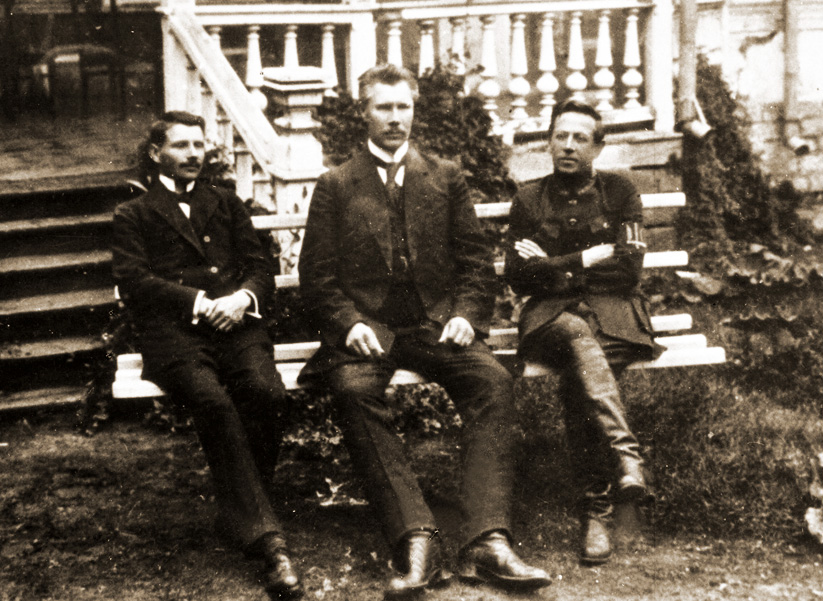
Direktorium in Kamjanez-Podilskyj 1919. Von links nach rechts: A. Makarenko, F. Schwez, S. Petljura

Das Direktorium wurde in der Nacht vom 13. zum 14. November 1918 in Bila Zerkwa von ehemalig führenden Mitgliedern der Zentralna Rada zunächst gegründet, um den Ukrainischen Staat (Hetmanat) unter Hetman Pawlo Skoropadskyj zu stürzen, und wurde nach dessen Sturz das höchste staatliche Organ der ukrainischen Volksrepublik.
Dem ersten Direktorium gehörten fünf Mitglieder von drei politischen Flügeln an: Mitglied der Ukrainischen sozialdemokratischen Arbeiterpartei (Українська соціал-демократична робітнича партія (УСДРП)) waren Wolodymyr Wynnytschenko als Vorsitzender der Direktoriums sowie Symon Petljura und Andrij Makarenko, von der Ukrainischen Partei der sozialdemokratischen Unabhängigen (Українська партія соціалістів-самостійників (УПСС)) kam Opanas Andrijewskyj, und der Ukrainischen Partei der sozialistischen Revolutionäre (Украї́нська па́ртія соціалі́стів-революціоне́рів (УПСР)) gehörte Fedir Schwez an.

## Geschichte
Der bewaffnete Aufstand begann am Tag nach der Gründung des Direktoriums und dauerte genau einen Monat. Am 14. Dezember 1918 verzichtete die Regierung des Hetmanats auf die Macht und unmittelbar danach übernahm das Direktorium die Kontrolle über die staatliche Gewalt in Kiew und erklärte die Wiederherstellung der Ukrainischen Volksrepublik.
Das Direktorium schaffte in der Folgezeit viele Gesetze und Institutionen der Hetman-Regierung ab und stellte die Gesetzgebung der Zentralna Rada wieder her. Das wichtigste dieser Gesetze behandeln die Landverteilung, die Einführung der ukrainischen Sprache als offizielle Sprache sowie die Autokephalie der ukrainischen orthodoxen Kirche. Im Dezember 1918 begann, ohne Kriegserklärung, die Aggression Sowjetrusslands gegenüber der Ukraine.
Am 24. Dezember 1918 wurde vom Direktorium der Ministerrat der Ukrainischen Volksrepublik (Раду народних міністрів Української Народної Республіки (РНМ)) als neue Regierung eingesetzt, der ursprünglich folgende Zusammensetzung hatte:

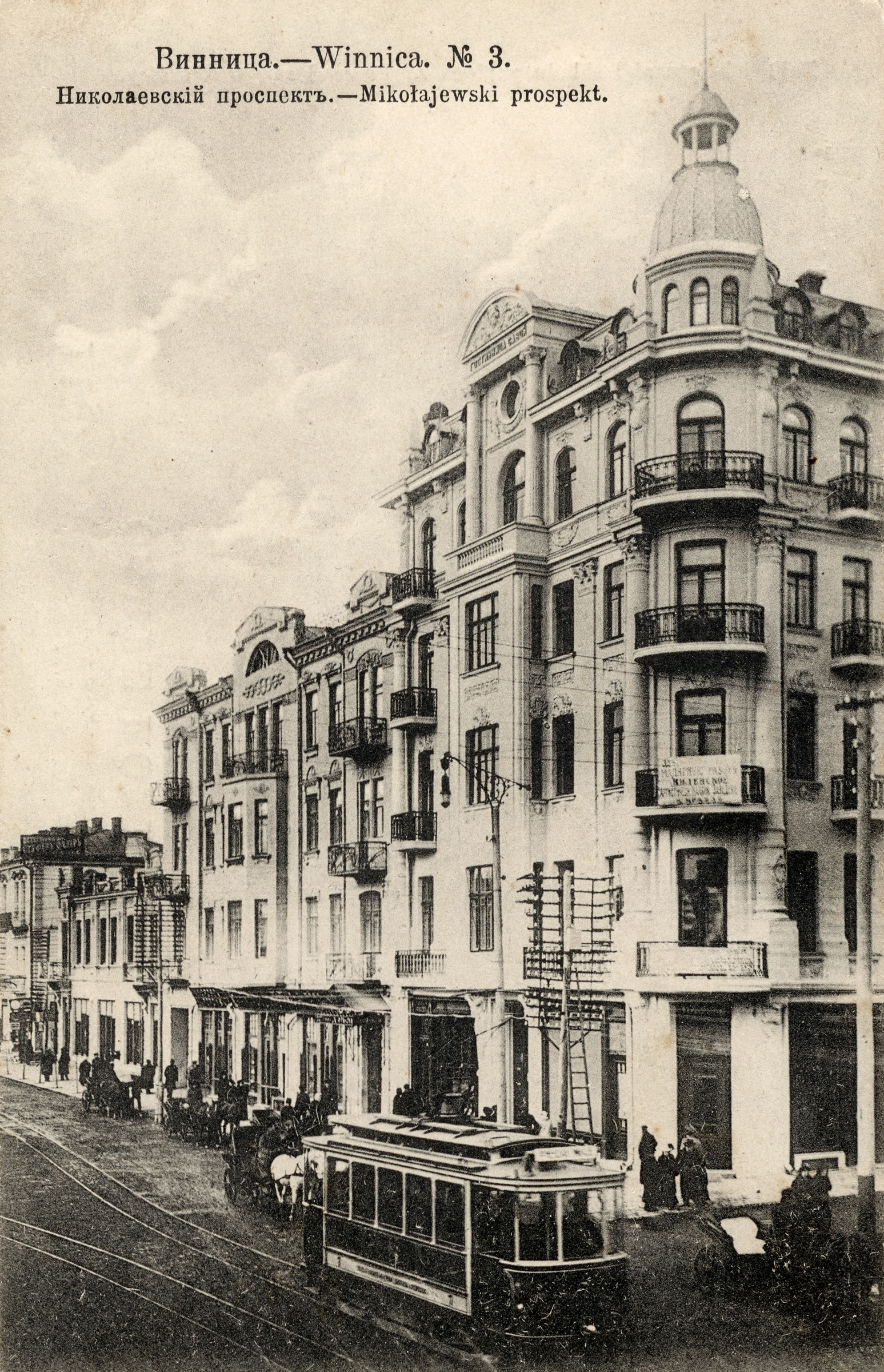
Das Hotel Savoy in Winnyzja – Sitz des Direktoriums im Februar 1919

- Wolodymyr Tschechiwskyj, Regierungschef und Außenminister
- Oleksandr Myzjuk (Олександр Корнійович Мицюк; 1883–1943), Minister für innere Angelegenheiten
- Mykyta Schapowal (Микита Юхимович Шаповал; 1882–1932), Minister für Landangelegenheiten
- Oleksandr Ossezkyj, Minister für militärische Angelegenheiten
- Mychajlo Bilynskyj (Михайло Іванович Білинський; 1883–1921), Minister für maritime Angelegenheiten
- Serhij Ostapenko, Minister für Handel und Industrie
- Petro Cholodnyj, Bildungsminister
- Serhij Scheluchin, Justizminister
- Wassyl Masurenko (Василь Петрович Мазуренко; 1877–1937), Finanzminister
- Leonid Mychajliw (Леонід Дмитрович Михайлів; 1884–nach 1939), Arbeitsminister
- Pylyp Pylyptschuk (Леонід Дмитрович Михайлів; 1869–1940), Leiter des Straßenministeriums
- Iwan Lypa, Minister für religiöse Angelegenheiten
- Iwan Schtefan (Леонід Дмитрович Михайлів; 1878–1938), Minister für Post und Telegraphen
- Dmytro Antonowytsch, Minister für Kunst
- Borys Matjuschenko (Борис Павлович Матюшенко; 1883–1944), Minister für öffentliche Gesundheit
- Borys Martos, Lebensmittelminister
- Dmytro Symoniw (Дмитро Львович Симонів; 1883–1944), Staatlicher Kontrolleur
- Awram Rewuzkyj (Аврам Самі́йлович Ревуцький; 1889–1946), Minister für jüdische Angelegenheiten
- I. Snischko (І. Сніжко), Staatssekretär
- Ossyp Nasaruk (Осип Тадейович Назарук; 1883–1940), Leiter der Pressestelle

Anfang des Jahres 1919 gab es in der Regierung einige personelle Veränderungen: Mychajlo Kortschynskyj (Михайло Агафонович Корчинський; 1885–1937), wurde Staatssekretär, I. Ohjenko (І. Огєнко) übernahm den Posten des Bildungsministers und General Oleksandr Hrekow wurde zum Minister für militärische Angelegenheiten ernannt. Am 31. Januar 1919 erließ das Direktorium eine Anordnung in der die gesamte Zusammensetzung der Regierung von Wolodymyr Tschechiwskyj abgelehnt und zugleich Serhij Ostapenko mit der Bildung eines neuen Ministerrates beauftragt wurde. Jedoch arbeitete die Regierung Tschechiwskyj noch zwei Wochen, da das Direktorium es nicht schaffte, eine starke disziplinierte Armee zu bilden und unter dem Druck der nach Kiew vorrückenden Truppen der Bolschewisten nach Winnyzja evakuiert wurde. So wurde Winnyzja am 2. Februar vorübergehend Regierungssitz und das Direktorium quartierte sich dort am 5. Februar 1919 im Hotel Savoy ein. Der Aufenthaltsort des Direktoriums passte sich in der Folgezeit der Kriegssituation an. So wurde nacheinander Proskuriw, Riwne und schließlich Kamjanez-Podilskyj Sitz des Direktoriums. Wolodymyr Wynnytschenko, der sich der Verantwortung nicht mehr gewachsen sah, trat am 10. Februar 1919 aus dem Direktorium aus und Symon Petljura trat an seine Stelle und setzte den bewaffneten Kampf gegen das „rote“ und „weiße“ Russland ohne fremde Unterstützung fort. Jedoch mussten sich die verbliebenen Truppen der Ukraine sowie die Staatsführung im November 1920 dem Ansturm der Roten Armee geschlagen geben und sich auf polnisches Territorium zurückziehen.
Am 12. November schuf das Direktorium die Rechtsgrundlage für die Bildung der Regierung der Ukrainischen Volksrepublik im Exil (Gesetz über die provisorische Oberste Verwaltung und die Gesetzgebungsordnung in der Ukrainischen Volksrepublik) und ernannte Andrij Liwyzkyj als Vorsitzenden des Rates der Volksminister ein, aus dem die Funktion des Präsidenten der Exilregierung hervorging, sowie Ol. Salikovsky zum Innenminister. Zeitgleich wurde der gesetzgebende Staatliche Volksrat als „vorübergehendes Organ der Volksvertretung“ festgelegt.

## Präsidenten des Ministerrates
- Wolodymyr Tschechiwskyj (26. Dezember 1918 – 13. Februar 1919)
- Serhij Ostapenko (13. Februar 1919 – 9. April 1919)
- Borys Martos (10. April 1919 – 27. August 1919)
- Issaak Masepa (27. August 1919 – 26. Mai 1920)
- Wjatscheslaw Prokopowytsch (26. Mai 1920 – 10. November 1920)